# Metatheorie
|                                            | Dieser Artikel wurde im Portal Wissenschaft zur Verbesserung eingetragen. Hilf mit, ihn zu bearbeiten, und beteilige dich an der Diskussion! |
| Vorlage:Portalhinweis/Wartung/Wissenschaft | |

Metatheorie ist die Bezeichnung für eine Theorie, deren Forschungsgegenstand eine andere Theorie oder eine Menge anderer Theorien ist, zu der oder zu denen es eine Metaebene der Abstraktion gibt, wobei in der Metatheorie über besagte andere Theorie oder andere Theorien charakterisierende Aussagen formuliert werden.
Eine Metatheorie ist also eine Theorie über eine Theorie bzw. einige Theorien oder über alle möglichen Theorien. Sie kann beschreibende, erklärende, prognostische und empfehlende Aussagen über ihren Untersuchungsgegenstand machen. Dazu untersucht sie die logische Struktur der Theorie(n), dazu Begriffssystem, Grenzen, Entwicklungsmöglichkeiten, Beweisverfahren usw. der Theorie(n), wobei sie sich einer Metasprache bedient.

## Beispiele
Bei der Philosophie der Mathematik handelt es sich um eine Metatheorie, deren Gegenstandsbereich die mathematischen Theorien sind.
Die Metaethik untersucht ethische Theorien und Grundbegriffe.
Auch Theorien, die Erklärungen für die Entstehung von Theorien anbieten, wie die Wissenschaftssoziologie, werden als Metatheorien bezeichnet.